# Ralph H. Baer
Ralph Henry Baer (tên khai sinh Rudolf Heinrich Baer; 8 tháng 3 năm 1922 – 6 tháng 12 năm 2014) là một nhà phát triển video game, nhà phát minh, và kỹ sư người Do Thái quốc tịch Mỹ sinh ra ở Đức, và được gọi là "Cha đẻ của ngành trò chơi điện tử" do nhiều đóng góp các trò chơi và các ngành video game trong nửa sau của thế kỷ 20.
Sinh ra tại Đức, ông và gia đình ông sang Hoa Kỳ trước khi chiến tranh thế giới II, nơi ông đã thay đổi tên của mình và sau này phục vụ cho các nỗ lực chiến tranh của Hoa Kỳ. Sau đó, ông theo đuổi công việc trong ngành điện tử, và trong năm 1960, đã đưa ra ý tưởng chơi game trên màn hình tivi. Ông tiếp tục phát triển và cấp bằng sáng chế một số nguyên mẫu phần cứng, bao gồm những gì sẽ trở thành người đầu tiên video game console, Magnavox Odyssey, và console khác và các đơn vị trò chơi của người tiêu dùng. Năm 2004, ông được trao tặng Huân chương Quốc gia về Công nghệ nhờ những đóng góp của ông đối với "sự đột phá và tiên phong sáng tạo, phát triển và thương mại hóa các trò chơi tương tác, mà sinh ra có liên quan sử dụng, ứng dụng, và ngành công nghiệp siêu lớn trong cả lĩnh vực vui chơi giải trí và giáo dục".
Ông qua đời ngày 6 tháng 12 năm 2014 tại Manchester, New Hampshire, Hoa Kỳ.